# Maciej Rembowski
Maciej Rembowski (ur. 7 stycznia 1920 w Wyszakowie, zm. 23 marca 2010 w Poznaniu) – podporucznik Armii Krajowej, kawaler Krzyża Srebrnego Orderu Wojennego Virtuti Militari.

## Życiorys
Syn Stanisława (uczestnika wojny polsko-bolszewickiej, kawalera Orderu Virtuti Militari) i Zofii z domu Dąmbskiej. Absolwent poznańskiego gimnazjum im. Adama Mickiewicza i grudziądzkiej Szkoły Podchorążych Rezerwy Kawalerii. Uczestnik kampanii wrześniowej w szeregach 15 pułku ułanów Poznańskich (wchodzącego w skład Wielkopolskiej Brygady Kawalerii). W toku walk objął dowodzenie nad 3 plutonem w I szwadronie. Bił się nad Bzurą i w Puszczy Kampinoskiej, a za wykazaną odwagę odznaczony został Krzyżem Walecznych. Podczas okupacji w konspiracji – działał w Armii Krajowej na terenie Warszawy, był więziony na Pawiaku. W powstaniu warszawskim początkowo jako oficer dyspozycyjny komendanta Obwodu Mokotów AK, a od 18 sierpnia 1944 na stanowisku dowódcy II plutonu kompanii K-2 batalionu „Karpaty” w pułku „Baszta”. Od 24 września tr. dowódca kompanii K-2, ranny w tym samym dniu na ulicy Woronicza podczas walk w obronie szkoły. Odznaczony Krzyżem Srebrnym Orderu Virtuti Militari na mocy rozkazu dowódcy Armii Krajowej z 2 października 1944. Po upadku powstania w niemieckiej niewoli – w stalagach XI A Altengrabow, X B Sandbostel i oflagu X C Lübeck. 
Po wyzwoleniu z obozu organizował zajęcia dla polskich cywilów w Adelheide (Niemcy). Do ojczyzny powrócił pod koniec 1946 i podjął pracę w rolnictwie. W roku 1951 uzyskał tytuł inżyniera rolnictwa na Wyższej Szkole Rolniczej w Poznaniu. Zajmował między innymi stanowisko dyrektora gospodarstw rolnych Zakładu dla Niewidomych w Laskach pod Warszawą. Na emeryturę przeszedł w 1980. Żonaty z Marią Marciniec, z którą miał syna Tomasza i córkę Annę. Mieszkał w Poznaniu, tam też zmarł i spoczął wraz z żoną na miejscowym cmentarzu Junikowo (pole: 15, kwatera: E, rząd: 4, miejsce: 4).

## Odznaczenia
- Krzyż Srebrny Orderu Wojennego Virtuti Militari Nr 12809
- Krzyż Walecznych